# Herstelle
Herstelle ist eine südöstliche Ortschaft der Stadt Beverungen im Kreis Höxter, Nordrhein-Westfalen. Der Ort hat etwa 900 Einwohner.

## Geographische Lage
Herstelle liegt im Weserbergland am linken Ufer der Weser etwa 4 km entfernt von Beverungen im Nordwesten und Bad Karlshafen im Osten. Am gegenüber liegenden bzw. nördlichen Weserufer liegen die Ortschaft Würgassen und die Hannoverschen Klippen mit dem Weser-Skywalk und etwas flussaufwärts, in Richtung Bad Karlshafen, befinden sich am südlichen Weserufer an der Einmündung der Diemel die Hessischen Klippen.
Herstelle ist der östlichste Ort von Nordrhein-Westfalen.

## Geschichte

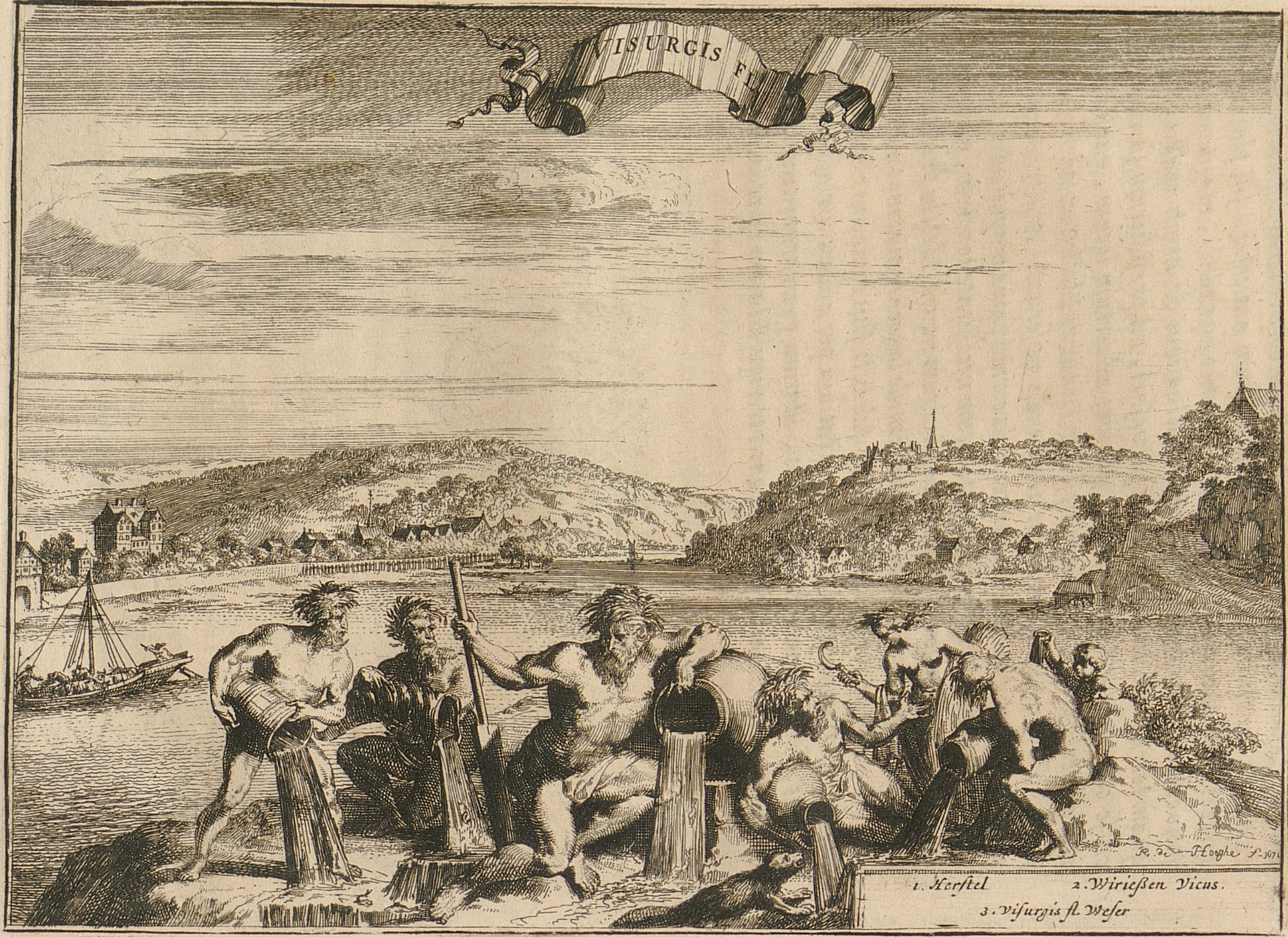
Herstelle (links) und Würgassen (rechts) in den Monumenta Paderbornensia von 1672

Herstelle wurde im Jahr 797 von Karl dem Großen gegründet. Er schlug auf einer Reise sein Winterquartier an der Weser auf und benannte die Stelle Heristal Saxonicum. Mit dieser Benennung wollte Karl der Große die künftige Hauptstadtfunktion Heristals mit Bischofssitz für Sachsen ankündigen. Heristal in Francia (heute Herstal, eine belgische Gemeinde in der Provinz Lüttich) war als Wiege der Pippiniden und Hauptaufenthaltsort Karls des Großen in den Jahren 758 bis 784 eine Hauptresidenz des Frankenreiches und Ausstellungsort des „Haristalense“ (Kapitular von 779). Am 28. Oktober 797 begann mit dem Capitulare Saxonicum eine weniger harte Politik gegenüber den Sachsen. In Heristal Saxonicum errichtete man zunächst zahlreiche Holzgebäude im Schutze der Wallburg. Diese – nur als Fliehburg angelegt – stammte noch aus vorkarolingischer Zeit und wurde von den Sachsen ab dem 7. Jahrhundert (nach?)verwendet. Belege für die Zeit vor 797 fehlen leider gänzlich. Bei der Schlacht Karls bei diesem Ort, wovon noch immer die Flurnamen „Kemperfeld“ (Kämpferfeld) und „Totengrund“ zeugen, ging es um die dortige wichtige Weserfurt und um die darüber liegende Erhebung zur Sicherung der Furt. Die damalige Bedeutung von Heristal Saxonicum erhellt sich auch daraus, dass Karls Winterquartier dort sich ungewöhnlicherweise bis Mai 798 ausweitete, offenbar hatte er zu diesem Zeitpunkt viel mit seiner ihm am Herzen liegenden Neugründung vor.
Es ist nicht überliefert, weswegen bereits im darauffolgenden Jahr dann Paderborn am Schnittpunkt des Westfälischen Hellweges mit dem Frankfurter Weg Bischofssitz wurde. Vermutlich spielte hier die plötzliche Flucht von Papst Leo III. wegen Ehebruchsvorwürfen aus Rom in die Pfalz Paderborn eine Rolle. Die Hilfe des mächtigen fränkischen Königs erkaufte sich der Papst nicht nur durch Anerkennung eines Bistums in Sachsen (seinem damaligen Asyl) bereits im Jahre 799, sondern auch noch durch Karls Krönung zum Römischen Kaiser zu Weihnachten 800. Heristal Saxonicum war nur zwei Jahre nach seiner Gründung längst noch nicht so ausgebaut wie die bereits 776 gegründete Pfalz Paderborn.
Aus der (sächsisch?-) fränkischen Wallburg entstand eine spätmittelalterliche Burg der Paderborner Bischöfe, aus der geplanten Bischofskirche im Schutze der Burg ging eine Ortskirche mit Pfarrhaus hervor, woraus mittlerweile eine imposante burgartige Klosteranlage auf der Anhöhe neben der Burg entstand. Die Benediktinerinnen dort führen auch geistig das frühmittelalterliche Erbe fort. Die Ortskirche wurde 1711 in den Ort ins Wesertal verlegt.
Erstmals urkundlich erwähnt wurde der Name des Ortes im Zusammenhang mit der gleichnamigen Burg Herstelle 1292. Diese Burg wurde jedoch 1464 in der Hessen-Paderbornischen Fehde (1464 bis 1471) zerstört. Auch während des Dreißigjährigen Krieges wurden Burg und Ort ein Raub der Flammen.
Herstelle gehörte bis zu den Napoleonischen Kriegen zum Amt Beverungen im Hochstift Paderborn. Im Königreich Westphalen bildete Herstelle von 1807 bis 1813 eine Gemeinde im Kanton Beverungen des Distrikts Höxter im Departement der Fulda und fiel dann an Preußen. 1816 kam die Gemeinde zum neuen Kreis Höxter, in dem sie zum Amt Beverungen gehörte. 
Die Geschichte von Herstelle war immer eng mit der Binnen-Schifffahrt verbunden. Der 1928 gegründete Hersteller Schifferverein ist heute wie damals etwas Besonderes. Man findet derartige Vereine nur in vier weiteren Oberweserorten. Dieser Verein führt seit dem Jahr 2001 die „Deutsche Wriggelmeisterschaft“ auf der Weser durch.
Am 1. Januar 1970 wurde Herstelle durch das Gesetz zur Neugliederung des Kreises Höxter mit der Stadt Beverungen und den zehn Gemeinden Amelunxen, Blankenau, Dalhausen, Drenke, Haarbrück, Jakobsberg, Rothe, Tietelsen, Wehrden und Würgassen zur neuen Stadt Beverungen zusammengeschlossen, wobei Herstelle der älteste Stadtteil ist. Seit 1969 besteht eine Partnerschaft zwischen Herstelle und der französischen Gemeinde St.-Valery-sur-Somme.

## Sehenswürdigkeiten

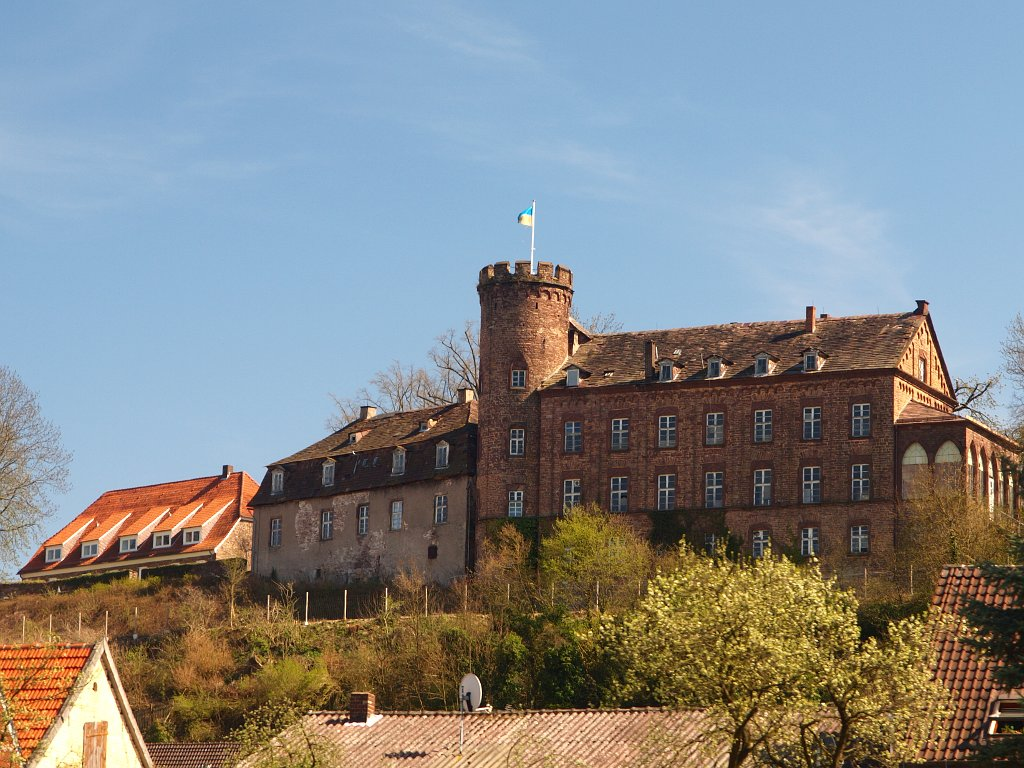
Burg Herstelle von der Weser aus fotografiert

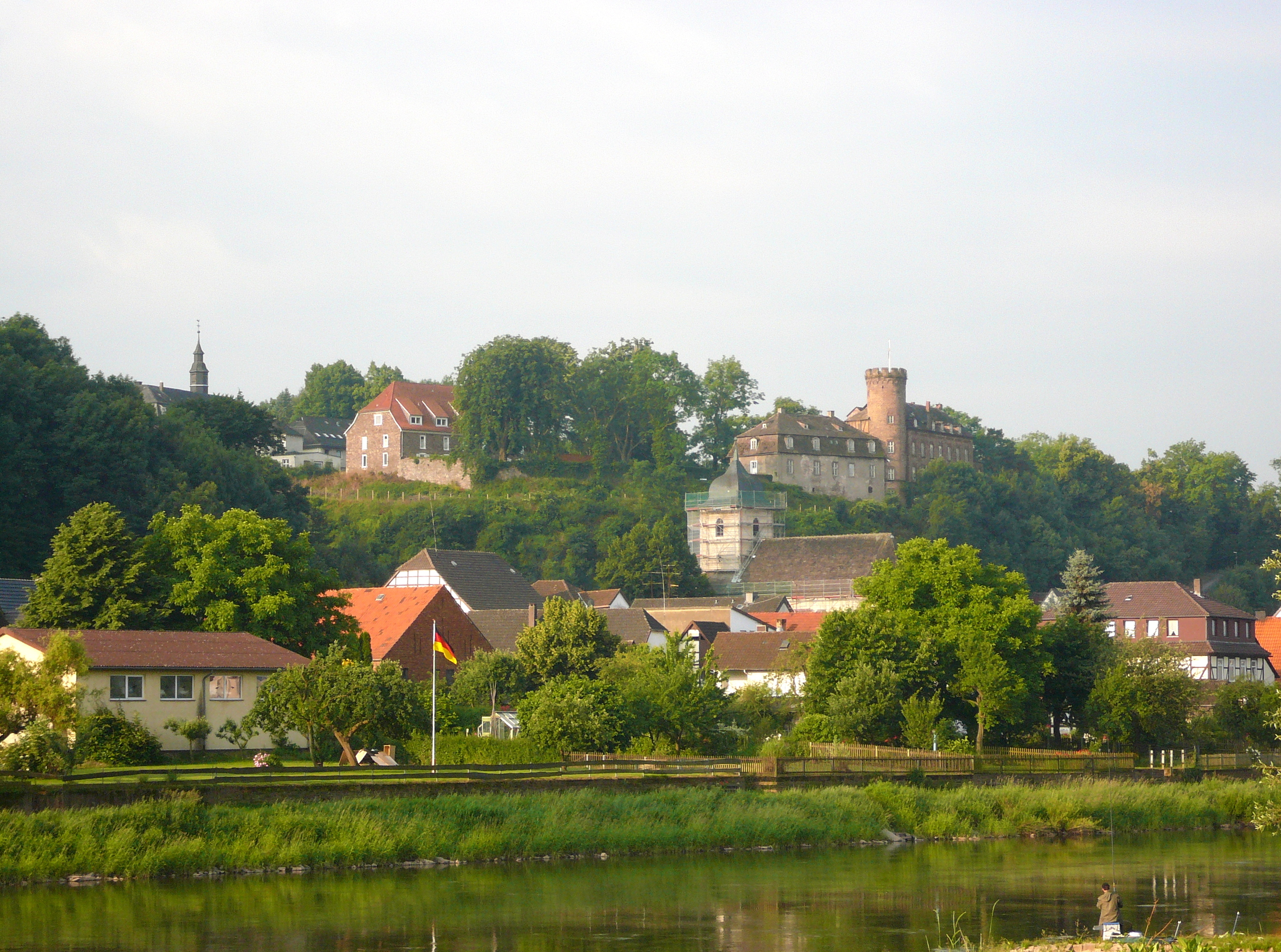
Ortskern und Burg Herstelle

- Die 1832 errichtete Burg Herstelle befindet sich in Privatbesitz. Im 19. Jahrhundert trafen sich dort namhafte Künstler und Wissenschaftler, unter anderem Annette von Droste-Hülshoff und die Brüder Grimm.
- Die Benediktinerinnenabtei vom Heiligen Kreuz wurde 1899 in den Gebäuden eines ehemaligen Minoritenklosters von 1657 gegründet.
- Die katholische Pfarrkirche St. Bartholomäus mit sehenswerten Glasfenstern stammt aus dem Jahr 1711.
- Das Bauernhofmuseum auf dem Erlenhof beherbergt eine Traktorensammlung.
- Etwa an der Stelle, wo sich die heutige Burg über das Tal der Weser erhebt, errichtete Karl der Große ca. 800 n. Ch. die erste fränkische Burg an der Weser (Heristallum Saxonicum). Nur wenige Meter von diesem Ort ragt aus der steilen Felswand eine 2 Meter starke Klippe weit heraus, der sogenannte Karlstein. Hierauf steht ein bearbeiteter Felstisch von 2,50 m Breite, 1,30 m Tiefe und einer Höhe von 0,85 m. Dieser entstand 1835 bei Sprengungen für eine Chaussee (die heutige Bundesstraße 83), welche damals zur Unterstützung der schwierigen saisonalen Weserschifffahrt und für eine Belebung des Handels in der Zeit der Deutschen Zollunion gebaut wurde. Herstelle besaß eine wichtige Fähre für den Landweg von Bremen über Hameln nach Hannoversch Münden. Nach 1835 wurde auch der älteste Kreuzstein Westfalens, vielfach als Bonifatiuskreuz bezeichnet, an diesen Ort versetzt und zur Erinnerung an die frühe Geschichte Herstelles mit der Jahreszahl 797 versehen. Seine Herkunft ist nicht überliefert. Dennoch – oder gerade deswegen – bezeichnet ihn der Fachautor W. Brockspäler in seinem Standardwerk „Steinkreuze in Westphalen“ (Münster 1963, S. 63f) als möglicherweise altfränkisch und schreibt von einem eventuellen Steinmetz im Gefolge Karls des Großen, der das Kreuz „nach dem Muster ähnlicher Denkmale in seiner Heimat gefertigt“ haben könnte. Ausgeschlossen ist aber noch nicht einmal eine fränkische Werkstatt, aus welcher das Kreuz für die fränkische Kirche auf dem Burgberg gefertigt sein könnte. Dass das „Bonifatiuskreuz“ aus der Burg selbst stammen könnte, ist deswegen wahrscheinlich, weil die Entstehung des Karlssteines 1835 zeitlich mit den neuzeitlichen Bauarbeiten auf der Burg von 1825 bis 1832 gut korrespondiert. Einen Beleg hierfür gibt es allerdings nicht. Auch ist ein Aufenthalt von Bonifatius in Herstelle nicht belegt und sehr unwahrscheinlich. Die Bezeichnung bezieht sich wohl einfach nur auf einen altfränkischen Stein, der möglicherweise aus dem Jahrhundert dieses „Apostel der Deutschen“ stammt.[3]

## Besonderheit
In Herstelle wird seit 2001 die deutsche Wriggel-Meisterschaft ausgetragen.

## Verkehr
Von Herstelle aus können sowohl touristische Dampferfahrten unternommen als auch der reguläre Fährverkehr über die Weser genutzt werden. Ferner liegt Herstelle direkt an dem Fernradweg R 99 Hann. Münden – Bremen.

## Persönlichkeiten
- Odo Casel (1886–1948), Liturgiewissenschaftler
- Dietrich von Falkenberg (1580–1631), Oberst in schwedischen Diensten und Militärkommandant von Magdeburg
- Robert Justus Kleberg (1803–1888), deutsch-amerikanischer Politiker und Richter
- Kyrilla Spiecker (1916–2008), Benediktinerin, Ärztin, Künstlerin und Autorin.